# ۱۹۵۶

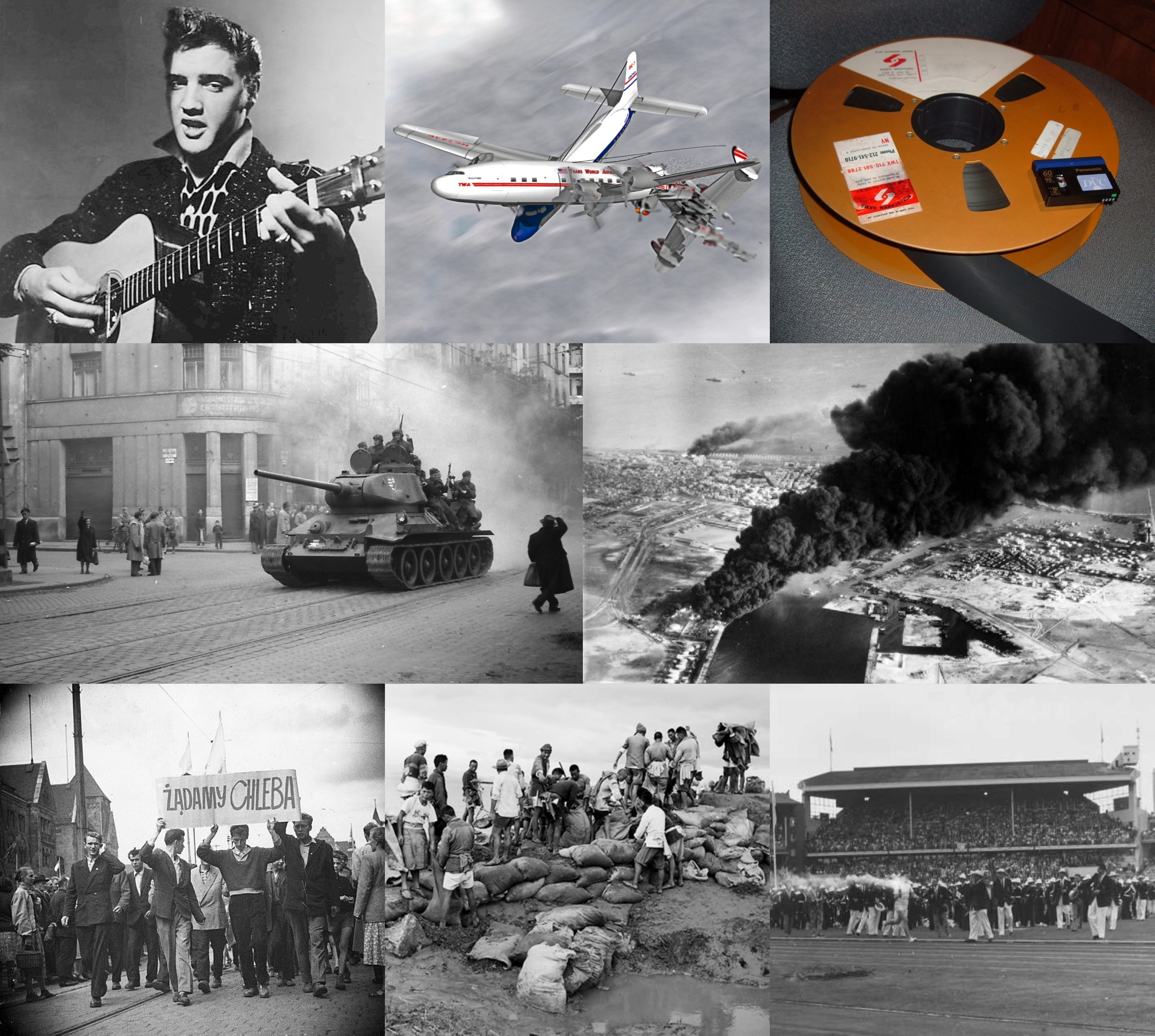

سال ۱۹۵۶ (هزار و نهصد و پنجاه و شش) میلادی، ششمین سال از دهه ۱۹۵۰ در سده ۲۰ میلادی بود.

## رویدادها
- جنگ ۱۹۵۶ (کانال سوئز) بین انگلیس و فرانسه و اسرائیل با مصر پس از روی کار آمدن جمال عبدالناصر و اعلام ملی شدن کانال سوئز و بستن آن شروع شد.
- ۴ اکتبر: پرتاب اسپوتنیک-۱، نخستین ماهواره جهان به فضا

## زادروزها
- ۱۰ ژانویه – تئو هوخرفورست، دوچرخه‌سوار اهل هلند
- ۱۵ ژانویه - جو ستریانی، نوازنده گیتار
- سپتامبر - مهستی شاهرخی، روزنامه‌نگار، منتقد تئاتر، داستان‌نویس و شاعر ایرانی.
- ۲۰ ژانویه – بیل مار، مجری تلویزیونی، کمدین، بازیگر، و نویسنده آمریکایی
- ۲۱ ژانویه – جینا دیویس، تهیه‌کننده، بازیگر، نویسنده، و ورزشکار آمریکایی
- ۳۱ ژانویه – جان لایدن، خواننده بریتانیایی
- ۲ فوریه – هارون یحیی، نویسنده و فیلسوف اهل ترکیه
- ۱۱ مارس – راب پالسن، صداپیشه، بازیگر، و خواننده آمریکایی
- ۱۳ مارس – دانا دلانی، صداپیشه و بازیگر آمریکایی
- ۵ آوریل – دایموند دالاس پیج، بازیگر آمریکایی
- ۱۹ آوریل – سو بارکر، بازیکن تنیس بریتانیایی
- ۲۶ آوریل – کو استارک، بازیگر و عکاس آمریکایی
- ۳۰ آوریل – لارس فون تریر، فیلمنامه‌نویس و کارگردان دانمارکی
- ۹ مه – وندی کروسون، بازیگر کانادایی
- ۶ ژوئن – بیورن بوری، بازیکن تنیس سوئدی
- ۹ ژوئن – پاتریشیا کرنول، نویسنده آمریکایی
- ۱۴ ژوئن – کینگ دایموند، بازیکن فوتبال و خواننده دانمارکی
- ۱۵ ژوئن – روبن کورتیز، بازیگر آمریکایی
- ۲۳ ژوئن – رندی جکسون (خواننده)، آهنگساز و خواننده آمریکایی
- ۲۶ ژوئن – کریس آیزک، خواننده و بازیگر آمریکایی
- ۲ ژوئیه – جری هال، بازیگر و مدل آمریکایی
- ۹ ژوئیه – تام هنکس، صداپیشه، نویسنده، فیلمنامه‌نویس، بازیگر، کارگردان، و تهیه‌کننده آمریکایی
- ۱۲ ژوئیه – مل هاریس، بازیگر آمریکایی
- ۳۰ ژوئیه – دلتا برک، بازیگر آمریکایی
- ۵ اوت – مورین مک‌کورمیک، بازیگر و خواننده آمریکایی
- ۱۲ اوت – بروس گرین وود، صداپیشه و بازیگر کانادایی
- ۱۹ اوت – آدام آرکین، بازیگر و کارگردان آمریکایی
- ۲۰ اوت – جوآن آلن، بازیگر آمریکایی
- ۲۴ اوت – جان کالبرسن، سیاست‌مدار آمریکایی
- ۱ سپتامبر – ایمن زیدان، بازیگر
- ۲۳ سپتامبر – پائولو روسی، بازیکن فوتبال و سیاست‌مدار ایتالیایی
- ۲۵ سپتامبر – جیمی هاینمن، مجری تلویزیونی آمریکایی
- ۲۶ سپتامبر – لیندا همیلتون، بازیگر آمریکایی
- ۸ اکتبر – استفانی زیمبالیست، بازیگر آمریکایی
- ۱۷ اکتبر – می جمیسون، فضانورد و مهندس آمریکایی
- ۲۰ اکتبر – دنی بویل، فیلمنامه‌نویس، تهیه‌کننده، و کارگردان بریتانیایی
- ۲۶ اکتبر – ریتا ویلسون، تهیه‌کننده، بازیگر، و خواننده آمریکایی
- ۱۴ نوامبر – آوی کوهن، بازیکن فوتبال اسرائیلی (د. ۲۰۱۰)
- ۱۷ نوامبر – کلی وارد، بازیگر و فیلمنامه‌نویس آمریکایی
- ۲۱ نوامبر – تری والس، بازیگر آمریکایی
- ۲۷ نوامبر – ویلیام فیکنر، بازیگر آمریکایی
- ۶ دسامبر – رندی رودز، گیتاریست آمریکایی (د. ۱۹۸۲)
- ۷ دسامبر – لری برد، مربی بسکتبال، بازیکن بسکتبال، و ورزشکار آمریکایی
- ۹ دسامبر – ژان-پیر تیوله، ژورنالیست و نویسنده فرانسوی
- ۲۴ دسامبر - آنیل کاپور، بازیگر و تهیه‌کنندهٔ هندی
- ۲۶ دسامبر – دیوید سداریس، نویسنده آمریکایی

## مرگ‌ها
- ۱۵ مه - آستین اوزمن اسپیر، نقاش و جادوگر انگلیسی
- ۹ ژانویه – ماریون لئونارد، بازیگر آمریکایی (ز. ۱۸۸۱)
- ۱۲ ژانویه – نورمن کری، بازیگر آمریکایی (ز. ۱۸۹۴)
- ۱۸ ژانویه – کونستانتین پاتس، ژورنالیست و سیاست‌مدار اهل استونی (ز. ۱۸۷۴)
- ۲۶ فوریه – السی جنیس، بازیگر و خواننده آمریکایی (ز. ۱۸۸۹)
- ۱۸ مارس – لوئیس برومفیلد، نویسنده آمریکایی (ز. ۱۸۹۶)
- ۲۶ آوریل – ادوارد آرنولد (هنرپیشه)، بازیگر آمریکایی (ز. ۱۸۹۰)
- ۳۰ آوریل – آلبن دابلیو. بارکلی، قاضی، وکیل، و سیاست‌مدار آمریکایی (ز. ۱۸۷۷)
- ۱۲ مه – لوئیس کالهرن، بازیگر آمریکایی (ز. ۱۸۹۵)
- ۱۷ مه – آستین اوزمن اسپیر، هنرمند و نقاش بریتانیایی (ز. ۱۸۸۶)
- ۲۴ مه – گای کیبی، بازیگر آمریکایی (ز. ۱۸۸۲)
- ۴ ژوئن – کاترین مک‌دانلد، بازیگر آمریکایی (ز. ۱۸۹۱)
- ۶ ژوئن – مارگارت ویچرلی، بازیگر بریتانیایی (ز. ۱۸۸۱)
- ۱۱ ژوئن – رالف مورگن، بازیگر آمریکایی (ز. ۱۸۸۳)
- ۷ ژوئیه – گوتفرید بن، شاعر و نویسنده آلمانی (ز. ۱۸۸۶)
- ۱۱ اوت – جکسون پولاک، نقاش آمریکایی (ز. ۱۹۱۲)
- ۲ اکتبر – جرج بنکرافت (بازیگر)، افسر و بازیگر آمریکایی (ز. ۱۸۸۲)
- ۱ نوامبر – مارشال پیترو بادوگیلیو، سیاست‌مدار و دیپلمات ایتالیایی (ز. ۱۸۷۱)
- ۵ نوامبر – آرت تیتوم، پیانیست و موسیقی‌دان آمریکایی (ز. ۱۹۰۹)
- ۶ نوامبر – پال کلی (هنرپیشه)، بازیگر آمریکایی (ز. ۱۸۹۹)
- ۱۹ نوامبر – فرانسیس ال سالیوان، بازیگر بریتانیایی (ز. ۱۹۰۳)
- ۲ دسامبر – دل هندرسون، بازیگر و فیلمنامه‌نویس کانادایی (ز. ۱۸۸۳)
- ۱۴ دسامبر – یوهو کوستی پاسیکیوی، سیاست‌مدار و دیپلمات فنلاندی (ز. ۱۸۷۰)